# Didier Digard
Didier Digard (født 12. juli 1986 i Gisors, Frankrig) er en fransk fodboldspiller, der spiller som midtbanespiller hos den spanske klub Lorca. Han har spillet for klubben siden 2018. Han har tidligere spillet en årrække for Le Havre AC og for Paris Saint-Germain. Le Havre var hans klub både de første mange år af hans seniorkarriere, samt en stor del af hans ungdomsår. Han har desuden været tilknyttet OGC Nice på lejebasis.
I sin tid i Paris Saint-Germain var Digard i 2008 med til at vinde den franske liga-pokalturnering Coupe de la Ligue.

## Landshold
Digard har (pr. marts 2018) endnu ikke optrådt for Frankrigs A-landshold, men har siden 2007 spillet flere kampe for landets U-21 mandskab.

## Titler
Coupe de la Ligue
- 2008 med Paris Saint-Germain